# Targeta de crèdit

Exemple del revers d'una targeta de crèdit:
1. Banda magnètica
2. Signatura
3. Número de seguretat (CSC)

Una targeta de crèdit o carta de crèdit és una peça de plàstic amb una banda magnètica, sovint acompanyada d'un microxip, i un número sobre imprès que serveix per fer pagaments en els establiments que accepten el servei, sense haver d'utilitzar diners en efectiu i fins a un límit determinat establert pel Banc emissor de la targeta. Per la seva capacitat de realitzar pagaments, també se les anomena diners plàstics o diners de plàstic.

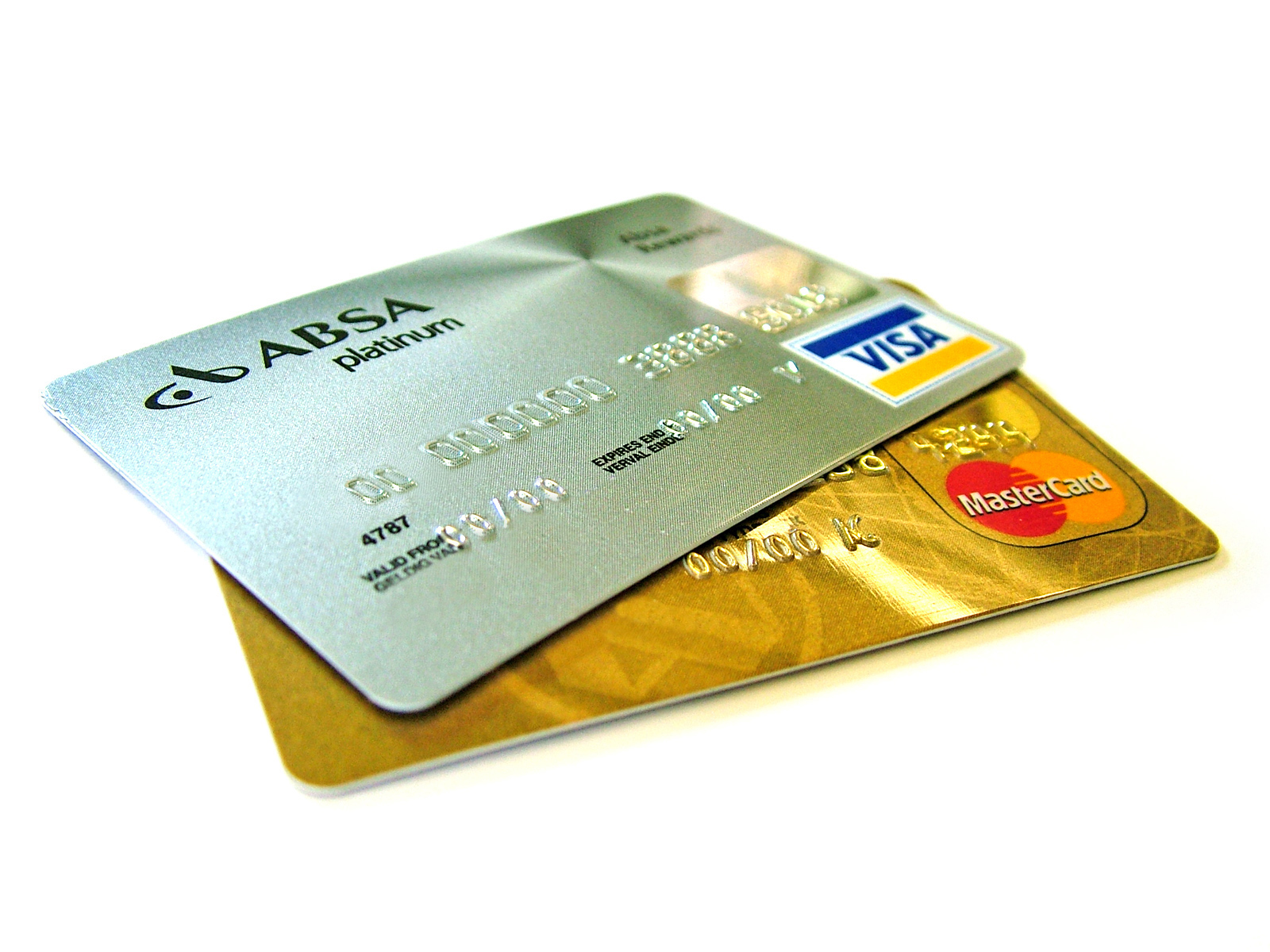
Targetes de crèdit.

Cada usuari té un límit mensual de crèdit; és a dir, pot gastar una quantitat determinada de diners, depenent de la seva situació econòmica. Un cop al mes, la quantitat gastada es carrega al compte bancari associat a la targeta. Els usuaris tenen l'opció de no pagar la totalitat de la despesa. Aquesta opció comporta una càrrega d'interessos. Sempre, però, se n'ha de fer un pagament mínim, que sol ser d'un 10% del límit de crèdit.
L'avantatge més gran és la flexibilitat que li dona a l'usuari, qui pot pagar els seus saldos totalment cada mes o pot pagar-ne una part. La targeta estableix el pagament mínim i determina els càrrecs de finançament per al saldo pendent. Les targetes de crèdit també es poden usar als caixers automàtics o en un banc per servir-se d'un avanç d'efectiu encara que, a diferència de les targetes de dèbit, es cobra un interès.
Un pagament amb targeta de crèdit és un pagament amb diners M1 (diners crediticis) que, com tot agregat monetari diferent de M0, no són creats pels bancs centrals sinó pels bancs privats en donar crèdits. Per tant, el fet de fer efectiu un cobrament amb targeta de crèdit depèn de la solvència de l'entitat emissora de la targeta.

Exemple de l'anvers d'una targeta de crèdit:
1. Logotip del banc
2. Xip EMV
3. Holograma
4. Número de targeta de crèdit
5. Companyia de la targeta de crèdit
6. Data de caducitat
7. Nom del propietari

## Història
El concepte d'utilitzar una targeta per a compres l'inventà, Edward Bellamy en la seva novel·la Mirar Endarrere, escrita en 1881 i publicada el 1887. Bellamy utilitza el terme explícit "Targeta de crèdit" onze vegades en la seva novel·la (Capítols 9, 10, 11, 13, 25 i 26) i 3 vegades (Capítols 4, 8 i 19) en la seva seqüela, Igualtat.
La targeta de crèdit era el successor d'una varietat d'esquemes de crèdit de comerciants. Les cartes de pagament es remunten al 1914 quan Western Union va establir unes targetes on s'especificava el client i el compte d'on es deduïa. Les targetes de compra dels establiments es van anar escampant com a forma de crèdit, i el 1949 Frank X. McNamara va tenir la idea d'introduir una targeta de càrrega amb propòsit general, i el 1950 va fundar amb dos socis la Diners Club, que es va crear parcialment a través d'una fusió amb Dine and Sign, seguida per American Express el 1958 i Carte Blanche.
El banc d'Amèrica va crear la BankAmericard el 1958, un producte que finalment es convertia en el sistema Visa. MasterCard va començar sent el 1966 quan diposita un grup de crèdit establert. La fractura del sistema bancari dels Estats Units significava que les targetes de crèdit es convertien en una manera eficaç per als que estaven viatjant al voltant del país de moure, de fet, el seu crèdit a llocs on no podrien directament utilitzar els seus serveis bancaris. El 1966, Barclaycard al Regne Unit llançava la primera targeta de crèdit a fora dels Estats Units.
Hi ha ara variacions incomptables sobre el concepte bàsic de crèdit rotatiu per a individus (com emesos per bancs i honrats per una xarxa d'institucions financeres), incloent-hi targetes de crèdit marcades d'organització, targetes de crèdit d'usuari corporatiu, targetes de botiga...
Per contrast, encara que havent arribat a nivells d'ús molt alts als Estats Units, el Canadà i el Regne Unit, és important fixar-se que moltes cultures estan més orientades a l'efectiu en l'última meitat del segle xx (Alemanya, França, Suïssa, entre molts altres). En aquests llocs, la implantació de targetes de crèdit era inicialment molt més lenta. Fins al 1990 no arribava als nivells de penetració de mercat de percentatge aconseguits als Estats Units, el Canadà o el Regne Unit. A molts països l'acceptació encara roman pobra, ja que l'ús d'un sistema de targeta de crèdit depèn del sistema bancari que es percep com a fiable.

## Límits
- Límit de crèdit: cada família de targetes té un límit de crèdit associat. Totes les disposicions mitjançant la targeta, tant per a compres com per a reintegraments, que no sobrepassin aquest límit, es liquidaran segons la modalitat de pagament escollida pel client.
- Límit autoritzat/addicional: a més del límit de crèdit, aquest límit permet al client disposar del saldo per damunt del límit de crèdit, però amb la particularitat que les quantitats que superin el límit de crèdit es liquidaran immediatament, sense tenir en compte les condicions de pagament específiques.

La suma del límit de crèdit i de l'autoritzat és la quantitat màxima de què es disposar mensualment per les targetes d'una mateixa família. Per sobre d'aquest import, no s'autoritzaran les disposicions.

## Opcions de pagament
El saldo acumulat del compte de crèdit es pot carregar al client d'una entitat financera en el seu compte corrent o d'estalvi, de tres maneres possibles, opcions que pot escollir i modificar el client en funció de les seves necessitats concretes:
- Pagament mensual: a final de mes es paguen totes les operacions rebudes al tancament de l'extracte.
- Pagament fraccionat: percentatge d'amortització mensual; el client indica el percentatge del saldo que amortitzarà cada mes.
- Quantitat fixa: el client indica una quantitat fixa mensual per a anar amortitzant el saldo.

En els dos darrers casos, hi ha uns mínims d'amortització. També es paguen mensualment els interessos que produeixen les quantitats.

## Altres prestacions
Tots els titulars de targetes de crèdit disposen d'una assegurança d'accidents que consta de:
- Assegurança d'accidents de viatge per a titulars i usuaris.
- Assegurança d'accident del titular.[1]